# 石原舞
石原舞（5月9日—）是日本的女性聲優，廣島縣出身。GadgetLink所屬。血型A型。

## 人物
目前與高橋李依、相坂優歌、生田善子、山本希望組成聲優團體「L.I.N.K.s」。
擁有漢字檢定2級的證照。

## 演出作品
※粗體字為主要角色。

### 電視動畫
2012年
- 少女與戰車（橙黃白毫[3]、鈴木[4]）

2014年
- 魔女的使命（深影棗）

2016年
- 聖潔天使（索菲娜[5]）

2019年
- 平凡職業造就世界最強（郝里亞族的女孩子、店員）

### 劇場版動畫
2009年
- 8月的交響曲 -澀谷2002〜2003（機場的販售員）

2015年
- 少女與戰車 劇場版（鈴木、橙黃白毫）

2017年
- 少女與戰車 最終章（第1話）（鈴木、橙黃白毫、新聞社）

2019年
- 少女與戰車 最終章（第2話）（鈴木、橙黃白毫、三女）

2021年
- 少女與戰車 最終章（第3話）（鈴木、橙黃白毫）

2023年
- 少女與戰車 最終章（第4話）（鈴木、橙黃白毫）

2025年
- 少女與戰車 更加相親相愛作戰！（橙黃白毫[6]）

### 遊戲
2014年
- 聖潔天使～第2風紀委員少女戰鬥〜（索菲娜[7]）
- 鬼斬（天照大神）
- 少女與戰車 戰車道的極致！（鈴木[8]、橙黃白毫[9]）
- 超時空戰記（艾莉絲、纏）

2015年
- 大圖書館的牧羊人 -Library Party-（土岐望[10]）
- V.D.－Vanishment Day－（伊都由美香）

2016年
- 星織夢未來 Converted Edition（鳴澤巡）

2019年
- 借宿下的戀愛（新妻日依）

### 外語配音
- 靈感應 第4期
- CSI犯罪現場：邁阿密9（柯尼）
- CSI 15：科學搜查班（艾咪）

### 廣播劇CD
- 聖潔天使 Drama&Songs「連接的羈絆」（索菲娜[11]）
- 少女與戰車 廣播劇CD2（鈴木）
- 少女與戰車 廣播劇CD3（橙黃白毫）
- BE MY BABY（富小路千香里）
- 貓語男子 其之八（老鼠）

### 音樂CD
| 發售日   | 專輯名稱                 | 演唱名義                                                    | 歌曲名稱 | 商業搭配                                        |
| 2014年   | 2014年                   | 2014年                                                      | 2014年   | 2014年                                          |
| -------- | ------------------------ | ----------------------------------------------------------- | -------- | ----------------------------------------------- |
| 12月17日 |                          | L.I.N.K.s（相坂優歌、石原舞、高橋李依、生田善子、山本希望） | 「」     | 手機遊戲《聖潔天使～第2風紀委員少女戰鬥》主題曲 |
| 2015年   |                          |                                                             |          |                                                 |
| 8月21日  | 聖潔天使 Drama&Songs「」 | 索菲娜（石原舞）                                            | 「」     | 手機遊戲《聖潔天使～第2風紀委員少女戰鬥》角色歌 |

## 外部連結
- 事務所官方簡歷 （页面存档备份，存于）（日語）
- 官方BLOG「FutureOrbit」 （页面存档备份，存于）（日語）
- 石原舞的X（前Twitter）（日語）